# Marine Bolliet
Marine Bolliet (* 14. Januar 1988 in Chambéry) ist eine ehemalige französische Biathletin.

## Werdegang

### Anfänge im Juniorenbereich (bis 2008)
Marine Bolliet lebt in La Motte-en-Bauges. Die Athletin vom SC La Féclaz begann 2003 mit dem Biathlon. Seit 2005 gehört sie zum Nationalkader Frankreichs. Trainiert wird sie von Julien Bouchet. Ihre ersten internationalen Rennen im Rahmen des Junioren-Europacups bestritt Bolliet seit 2005. 2006 nahm sie in Presque Isle erstmals an Junioren-Weltmeisterschaften teil und wurde elfte im Sprint, 14. der Verfolgung und gewann mit Marine Dusser und Laure Soulié die Bronzemedaille in der Staffel. Ein Jahr später gewann sie gemeinsam mit Marie Laure Brunet und Laure Bosc mit der französischen Staffel bei der Junioren-WM in Martell den Titel. Im Sprint verpasste sie als Vierte um 1,1 Sekunden knapp eine weitere Medaille. Hinzu kam ein elfter Rang in der Verfolgung. 2008 in Ruhpolding kamen die Plätze 13 im Sprint und 14 in der Verfolgung hinzu. Sehr erfolgreich verliefen die Junioren-Europameisterschaften des Jahres in Nové Město na Moravě. Im Einzel kam Bolliet auf den zehnten Rang, in Sprint und Verfolgung gewann sie die Titel. Im Sommer 2008 trat sie letztmals im Juniorenbereich an und gewann bei der Weltmeisterschaft im Sommerbiathlon in Haute-Maurienne bei den Wettbewerben auf Skirollern den Titel im Sprint sowie Silber hinter Anaïs Bescond in der Verfolgung und mit Bescond sowie Martin Fourcade und Jean-Guillaume Béatrix in der Mixed-Staffel.

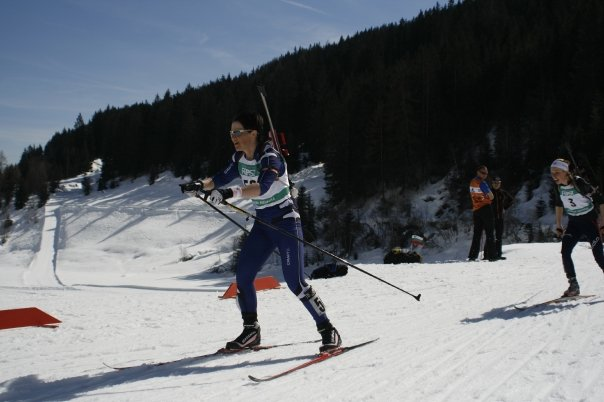
Marine Bolliet (Nummer 3) hinter Adele Walker beim IBU-Cup 2009 in Ridnaun

### Über den IBU-Cup zum Weltcupdebüt (2008 bis 2010)
Schon während der Saison 2007/08 wechselte Bolliet von den Mädchen zu den Frauen. Trat sie im Einzel beim Europacup in Langdorf noch bei den Juniorinnen an und wurde 21., erreichte sie im folgenden Sprint dieselbe Position im Frauenrennen. Schon bei den beiden folgenden Rennen in Cesana San Sicario konnte sie auf das Podest laufen. Im Sprint wurde die Französin Dritte, in der Verfolgung musste sie sich nur noch Anaïs Bescond geschlagen geben. Nach ihren guten Ergebnissen bei den Junioren setzen die Verantwortlichen des französischen Teams Bolliet bei den Biathlon-Europameisterschaften 2008 in Nové Město na Moravě im Staffelrennen der Frauen ein. Mit Marine Rougeot, Soulie und Bescond lief sie auf den sechsten Platz. Nach weiteren guten Ergebnissen im zwischenzeitlich unbemannten IBU-Cup in der Saison 2008/09 konnte Bolliet 2009 in Oberhof ihr Debüt im Biathlon-Weltcup feiern. In ihrem ersten Sprintrennen lief die Französin auf den 64. Platz. Anschließend lief sie bis Saisonende wieder im Europacup.

### Durchgängige Einsätze im Weltcup (2010 bis 2014)
Weitere Einsätze folgten erst 2011 in Ruhpolding im Weltcup. Beim Sprintrennen gewann sie als 40. ihre ersten Weltcuppunkte. Saisonhöhepunkt wurden die Biathlon-Europameisterschaften 2011 in Ridnaun, bei denen Boillet Sechste im Einzel, Siebte im Staffelrennen, hinter Juliane Döll und Gabriela Soukalová Bronzemedaillengewinnerin im Sprint und hinter Döll Vizeeuropameisterin im Verfolgungsrennen wurde. In der Saison 2011/12 verbesserte die Französin in Hochfilzen beim Sprint mit Rang 35 ihr bestes Weltcupergebnis um fünf Ränge, beim ersten Sprint des Jahres 2012 verbesserte sie ihre Bestleistung in Oberhof nochmals um 19 Plätze bis auf Rang 16. Mit der französischen Staffel wurde sie 2012 in Oberhof Dritte und erreichte somit ihr erstes Podiumsresultat. In der Folgezeit gewann sie regelmäßig Weltcuppunkte, doch dauerte es bis zum Januar 2014, dass sie in Oberhof als 12. des Sprints ihr bestes Ergebnis erneut verbessern konnte.

### Beste Saison (2014/15)
In der darauffolgenden Saison gelang Marine Bolliet dies erneut, als sie in Östersund nach einem elften Platz im Sprint Achte in der Verfolgung wurde, womit sie beste Französin war. Hin und wieder startete sie für französische Damenstaffel, wobei Platz 2 in Oberhof im Januar 2015 zusammen mit Marie Dorin Habert, Justine Braisaz und Anais Bescond ihr bestes erzieltes Karriereresultat überhaupt darstellte. Nach drei Rennen außerhalb der Punkteränge in Nové Město am Holmenkollen wurde sie nicht zur WM nach Kontiolahti mitgenommen, sondern startete stattdessen im kanadischen Canmore. Hier wurde sie in allen Einzelrennen Dritte, mit der Mixed-Staffel sogar Erste. Am Ende der Saison stand trotzdem ihr bestes Weltcup-Gesamtwertungsergebnis da, ein 30. Rang. Auch in allen Disziplinwertungen fuhr sie in dieser Saison ihr bestes Gesamtresultat ein.

### Sportlicher Abstieg und Karriereende (2015/16)
Die Saison 2015/16 begann Bolliet erneut im Weltcup, wurde allerdings nach erneut mäßigen Ergebnissen nach den ersten beiden Weltcupstationen erneut in den IBU-Cup versetzt. Hier erlebte sie noch einmal einen Höhepunkt, als sie Erste im Einzelrennen vor Anastassija Sagoruiko und Julia Schwaiger wurde. Nachdem sie bei den Biathlon-Europameisterschaften 2016 in Tjumen medaillenlos geblieben war, wurde sie bei der anschließenden IBU-Cup-Station Martell Erste und Dritte in den Sprints und Zweite mit der Mixed-Staffel. Diese Rennen stellten das Ende ihrer aktiven Biathlonkarriere dar; wenige Tage darauf gab sie dieses bekannt.

## Biathlon-Weltcup-Platzierungen
Die Tabelle zeigt alle Platzierungen (je nach Austragungsjahr einschließlich Olympische Spiele und Weltmeisterschaften).
- 1.–3. Platz: Anzahl der Podiumsplatzierungen
- Top 10: Anzahl der Platzierungen unter den ersten zehn (einschließlich Podium)
- Punkteränge: Anzahl der Platzierungen innerhalb der Punkteränge (einschließlich Podium und Top 10)
- Starts: Anzahl gelaufener Rennen in der jeweiligen Disziplin

| Platzierung         | Einzel | Sprint | Verfolgung | Massenstart | Staffel | Gesamt |
| ------------------- | ------ | ------ | ---------- | ----------- | ------- | ------ |
| 1. Platz            |        |        |            |             |         |        |
| 2. Platz            |        |        |            |             | 1       | 1      |
| 3. Platz            |        |        |            |             | 1       | 1      |
| Top 10              |        |        | 1          |             | 10      | 11     |
| Punkteränge         | 4      | 17     | 15         | 5           | 10      | 51     |
| Starts              | 11     | 41     | 23         | 5           | 10      | 90     |
| Stand: Karriereende |        |        |            |             |         |        |